# Euaresta meridiana
Euaresta meridiana är en tvåvingeart som först beskrevs av Becker 1919.  Euaresta meridiana ingår i släktet Euaresta och familjen borrflugor.
Artens utbredningsområde är Ecuador. Inga underarter finns listade i Catalogue of Life.